# Tiranet de flancs rogencs
El tiranet de flancs rogencs (Euscarthmus rufomarginatus) és un ocell de la família dels tirànids (Tyrannidae).

## Hàbitat i distribució
Habita les sabanes i cerrado de Surinam, nord-est de Bolívia al nord-est de Santa Cruz i est i sud del Brasil a Maranhão, Piauí, São Paulo i sud de Mato Grosso.